# Montivilliers
Montivilliers is een gemeente in het Franse departement Seine-Maritime (regio Normandië) en telt 16.556 inwoners (1999). De plaats maakt deel uit van het arrondissement Le Havre.

## Geografie
De oppervlakte van Montivilliers bedraagt 19,1 km², de bevolkingsdichtheid is 866,8 inwoners per km².

## Verkeer en vervoer
In de gemeente liggen de spoorwegstations Jacques-Monod-la-Demi-Lieue en Montivilliers.
De onderstaande kaart toont de ligging van Montivilliers met de belangrijkste infrastructuur en aangrenzende gemeenten.

## Demografie
Onderstaande figuur toont het verloop van het inwonertal (bron: INSEE-tellingen).

## Geboren
- Sébastien Lepape (4 juli 1991), shorttracker
- Lys Mousset (8 februari 1996), voetballer
- Nathaël Julan (19 juli 1996 - 3 januari 2020), voetballer